# Піс-Ривер
Регіональний округ Піс-Ривер (англ. Peace River) — регіональний округ в Канаді, у провінції Британська Колумбія.

## Населення
За даними перепису 2016 року, регіональний округ нараховував 62942 жителів, показавши зростання на 4,8%, порівняно з 2011-м роком. Середня густина населення становила 0,5 осіб/км².
З офіційних мов обидвома одночасно володіли 2 655 жителів, тільки англійською — 59 545, тільки французькою — 10, а 365 — жодною з них. Усього 7,165 осіб вважали рідною мовою не одну з офіційних, з них 450 — одну з корінних мов, а 105 — українську.
Працездатне населення становило 72,8% усього населення, рівень безробіття — 12,1% (14,3% серед чоловіків та 9,3% серед жінок). 85,1% були найманими працівниками, 13,6% — самозайнятими.
Середній дохід на особу становив $56 821 (медіана $43 478), при цьому для чоловіків — $74 049, а для жінок $38 426 (медіани — $63 650 та $30 714 відповідно).
31,2% мешканців мали закінчену шкільну освіту, не мали закінченої шкільної освіти — 24,2%, 44,6% мали післяшкільну освіту, з яких 22,8% мали диплом бакалавра, або вищий, 105 осіб мали вчений ступінь.
| Статево-вікова структура населення | Статево-вікова структура населення | Статево-вікова структура населення | Статево-вікова структура населення | Статево-вікова структура населення |
| ---------------------------------- | ---------------------------------- | ---------------------------------- | ---------------------------------- | ---------------------------------- |
|                                    |                                    |                                    |                                    |                                    |
| Всього                             | Всього                             | 51,3%48,7%                         |                                    |                                    |
| 0 — 14 років                       | 0 — 14 років                       |                                    | 21,4%                              | 21,4%                              |
| 15 — 64 років                      | 15 — 64 років                      |                                    | 68,4%                              | 68,4%                              |
| 65 і більше                        | 65 і більше                        |                                    | 10,3%                              | 10,3%                              |
| 85 і більше                        | 85 і більше                        |                                    | 1%                                 | 1%                                 |
| 100 і більше                       | 100 і більше                       |                                    | 0%                                 | 0%                                 |
| Середній вік (років)               | Середній вік (років)               | 35,636,1                           | 35,9                               | 35,9                               |
| Медіана (років)                    | Медіана (років)                    | 33,934,3                           | 34,1                               | 34,1                               |
| — чоловіки — жінки                 |                                    |                                    |                                    |                                    |

| Походження мешканців:     | Походження мешканців:     | Походження мешканців: | Походження мешканців: | Походження мешканців: |
| ------------------------- | ------------------------- | --------------------- | --------------------- | --------------------- |
| Походження                |                           |                       | осіб                  | %                     |
| Корінні американці        | Корінні американці        |                       | 9 710                 | 15.78%                |
| Інше північноамериканське | Інше північноамериканське |                       | 20 025                | 32.55%                |
| Європейське               | Європейське               |                       | 44 545                | 72.4%                 |
| британське                | британське                |                       | 29 095                | 47.29%                |
| французьке                | французьке                |                       | 7 720                 | 12.55%                |
| українське                | українське                |                       | 4 160                 | 6.76%                 |
| Карибське                 | Карибське                 |                       | 240                   | 0.39%                 |
| Латинськоамериканське     | Латинськоамериканське     |                       | 405                   | 0.66%                 |
| Африканське               | Африканське               |                       | 760                   | 1.24%                 |
| Азійське                  | Азійське                  |                       | 3 540                 | 5.75%                 |
| Океанійське               | Океанійське               |                       | 270                   | 0.44%                 |

| Зайнятість населення за галузями (за класифікацією NOC): | Зайнятість населення за галузями (за класифікацією NOC): | Зайнятість населення за галузями (за класифікацією NOC): | Зайнятість населення за галузями (за класифікацією NOC): | Зайнятість населення за галузями (за класифікацією NOC): |
| -------------------------------------------------------- | -------------------------------------------------------- | -------------------------------------------------------- | -------------------------------------------------------- | -------------------------------------------------------- |
|                                                          |                                                          |                                                          |                                                          |                                                          |
| Управління                                               | Управління                                               |                                                          | 10,9%                                                    | 10,9%                                                    |
| Бізнес, фінанси та адміністрування                       | Бізнес, фінанси та адміністрування                       |                                                          | 14,1%                                                    | 14,1%                                                    |
| Природничі та прикладні науки                            | Природничі та прикладні науки                            |                                                          | 4,8%                                                     | 4,8%                                                     |
| Охорона здоров'я                                         | Охорона здоров'я                                         |                                                          | 4,6%                                                     | 4,6%                                                     |
| Освіта, правозахист, муніципальні та урядові служби      | Освіта, правозахист, муніципальні та урядові служби      |                                                          | 8,2%                                                     | 8,2%                                                     |
| Мистецтво, культура, відпочинок та спорт                 | Мистецтво, культура, відпочинок та спорт                 |                                                          | 1,3%                                                     | 1,3%                                                     |
| Роздрібна торгівля та послуги                            | Роздрібна торгівля та послуги                            |                                                          | 20,1%                                                    | 20,1%                                                    |
| Гуртова торгівля, транспорт та обладнання                | Гуртова торгівля, транспорт та обладнання                |                                                          | 24,6%                                                    | 24,6%                                                    |
| Природні ресурси, сільське господарство                  | Природні ресурси, сільське господарство                  |                                                          | 6,1%                                                     | 6,1%                                                     |
| Виробництво                                              | Виробництво                                              |                                                          | 5,3%                                                     | 5,3%                                                     |

## Населені пункти
До складу регіонального округу входять міста Форт-Сент-Джон, Довсон-Крік, муніципалітети Четвінд, Гадсонс-Гоуп, Тамблер-Ридж, Тейлор, село Пус-Купі, індіанські резервації Форт-Вейр 1, Блюберрі-Ривер 205, Вест-Моберлі-Лейк 168A, Іст-Моберлі-Лейк 169, Гафвей-Ривер 168, Дойґ-Ривер 206, а також хутори, інші малі населені пункти та розосереджені поселення.

## Клімат
Середня річна температура становить 1,3°C, середня максимальна – 18°C, а середня мінімальна – -18,1°C. Середня річна кількість опадів – 571 мм.
| Клімат поселення                              | Клімат поселення | Клімат поселення | Клімат поселення | Клімат поселення | Клімат поселення | Клімат поселення | Клімат поселення | Клімат поселення | Клімат поселення | Клімат поселення | Клімат поселення | Клімат поселення | Клімат поселення |
| Показник                                      | Січ.             | Лют.             | Бер.             | Квіт.            | Трав.            | Черв.            | Лип.             | Серп.            | Вер.             | Жовт.            | Лист.            | Груд.            |                  |
| Середній максимум, °C                         | −5,74            | −3,26            | 1,33             | 8,12             | 13,63            | 18,03            | 17,58            | 16,50            | 11,96            | 6,16             | −2,62            | −6,58            |                  |
| Середня температура, °C                       | −11,94           | −9,45            | −4,86            | 1,92             | 7,44             | 11,84            | 13,91            | 12,84            | 8,28             | 2,48             | −6,28            | −10,21           |                  |
| Середній мінімум, °C                          | −18,12           | −15,64           | −11,05           | −4,26            | 1,24             | 5,63             | 10,24            | 9,15             | 4,60             | −1,2             | −9,96            | −13,91           |                  |
| Норма опадів, мм                              | 31               | 26               | 26               | 24               | 60               | 93               | 100              | 71               | 47               | 32               | 33               | 28               |                  |
| Середньомісячна швидкість вітру, м/с          | 2.06             | 2.13             | 2.44             | 2.61             | 2.71             | 2.55             | 2.36             | 2.23             | 2.36             | 2.52             | 2.23             | 2.06             |                  |
| Середньомісячна сонячна радіація, кДж/м²·день | 2178             | 5158             | 10342            | 15532            | 19011            | 20751            | 20042            | 16413            | 10671            | 5541             | 2556             | 1534             |                  |
| --------------------------------------------- | ---------------- | ---------------- | ---------------- | ---------------- | ---------------- | ---------------- | ---------------- | ---------------- | ---------------- | ---------------- | ---------------- | ---------------- | ---------------- |
| Джерело:                                      |                  |                  |                  |                  |                  |                  |                  |                  |                  |                  |                  |                  |                  |